# Softer, Softest

## Antecedes e Historia
Durante el desempeño Hole en MTV Unplugged en el Día de San Valentín de 1995, Courtney Love, presentó la canción como "se acerca a la chica que siempre olía a pis en su clase" y también afirmaba que era autobiográfica y no sobre el exproductor de MTV, Tabatha Soren. También hay referencias que aluden el marido de Love, Kurt Cobain , como el constante uso del término "leche". Cobain también se puede escuchar la voz de fondo hacia el final de la canción y Love lo confirmó en 1997 al decir que "hay armonía en todo Live Through This que son de ... Kurt se le puede escuchar en" Pee Girl '. " [ 1]
La canción era conocida por haber sido escrito en 1991 bajo el título de "Pee Girl". Se realizó a través de Hole con visitas 1991-1993 y fue grabado en una sesión de radio con John Peel el 25 de marzo de 1993. Más tarde titulado "Softer, Softest", se registró por primera vez en el Live Through This sesiones en octubre de 1993 en Atlanta Triclops Studios. [2]
Se dice que el líder de REM , Michael Stipe, es su canción favorita de Hole.
- Datos: Q3325466